# Gregory Olsen
Gregory Olsen (født 20. april 1945 i Brooklyn, New York, USA) er direktør for Sensors Unlimited, der udvikler infrarøde kameraer. Han var den tredje rumturist, der fløj til Den Internationale Rumstation. Under sit ophold udførte han eksperimenter med sit firmas instrumenter. Han betalte i omegnen af 130 millioner kr. for turen. Rejsen varede fra den 1. oktober til den 11. oktober 2005.